# تورو

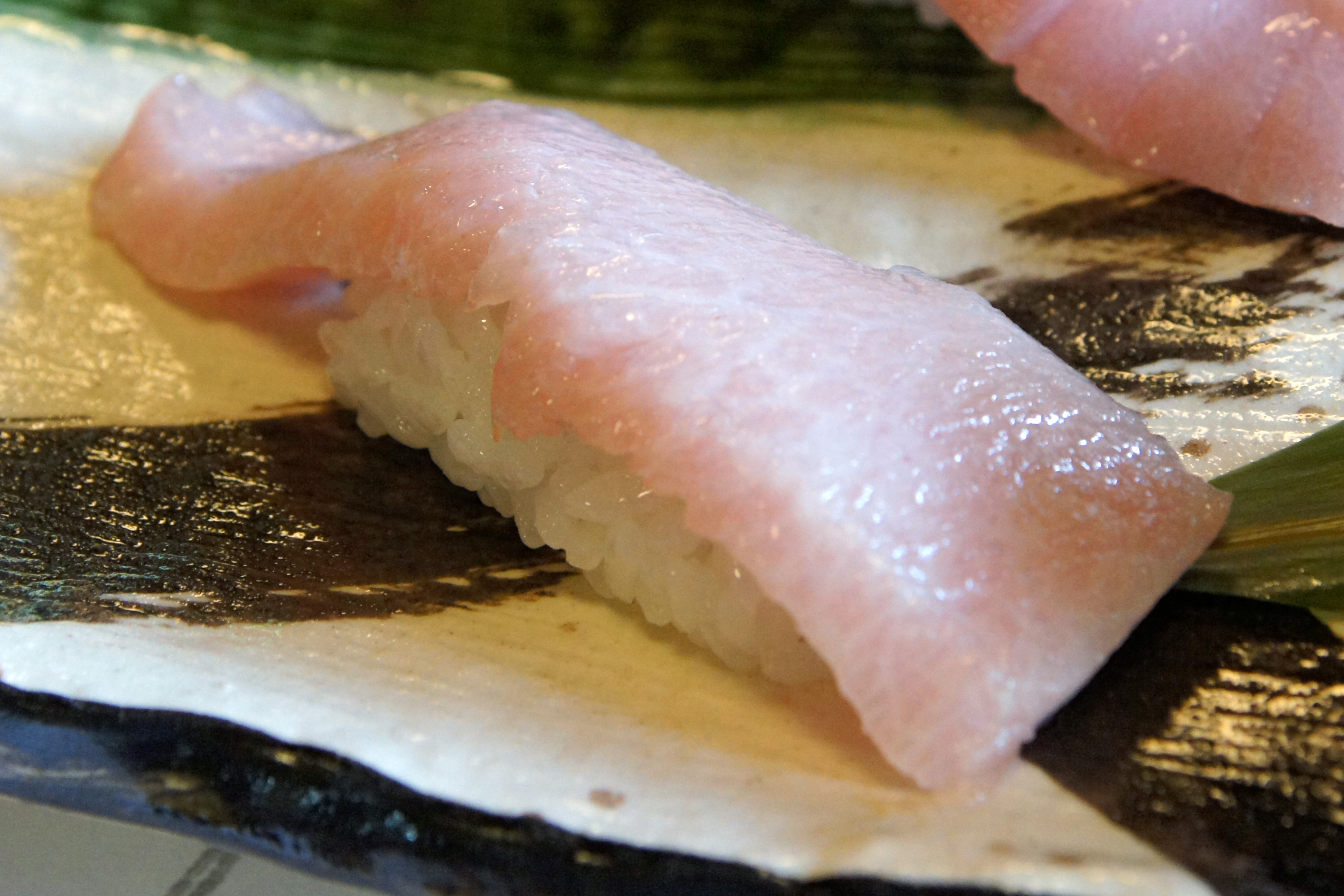
سوشي تورو

تورو (باليابانية: トロ) هو اسم الجزء الدهني من سمك التونة يستخدم كطبقة علوية للسوشي. يشير غالبا إلى لحم البطن الذي يحتوي على نسبة عالية من الدهون.
في الماضي، في اليابان (خاصة قبل فترة إيدو)، كانت التونة تعني اللحم الاحمر، والجزء الدهني كانت تتدهور جودته اسرع من اللحم الاحمر،و لم يكن يعتبر جزءًا عالي الجودة. في ذلك الوقت، كان اليابانيون يفضلون الطعم النظيف للحوم البيضاء، ولأن لحم التونة الدهنية يحتوي على نسبة عالية من الدهن وطارد للرطوبة، لم يكن من الممكن الحفاظ عليها عن طريق نقعه في صلصة الصويا مثل اللحم الاحمر. اليوم، أصبحت التونة أكثر شعبية بسبب الاعتراف الواسع النطاق بالطعم اللذيذ للدهون الحيوانية والتحسينات في تقنيات التجميد/التبريد/الحفظ/النقل. كما ارتفع سعرها سريعًا منذ العصر الحديث، حيث أصبحت تكلفتها الآن أكثر من ضعف تكلفة اللحوم الحمراء.
حتى فترة إيدو، كان يُطلق على التونة الدهنية اسم "نيكوماجي" وكانت تعتبر مادة غذائية منخفضة القيمة للغاية بحيث يمكن حتى للقطط أن تأكلها، لذلك غالبًا ما يتم التخلص منها.

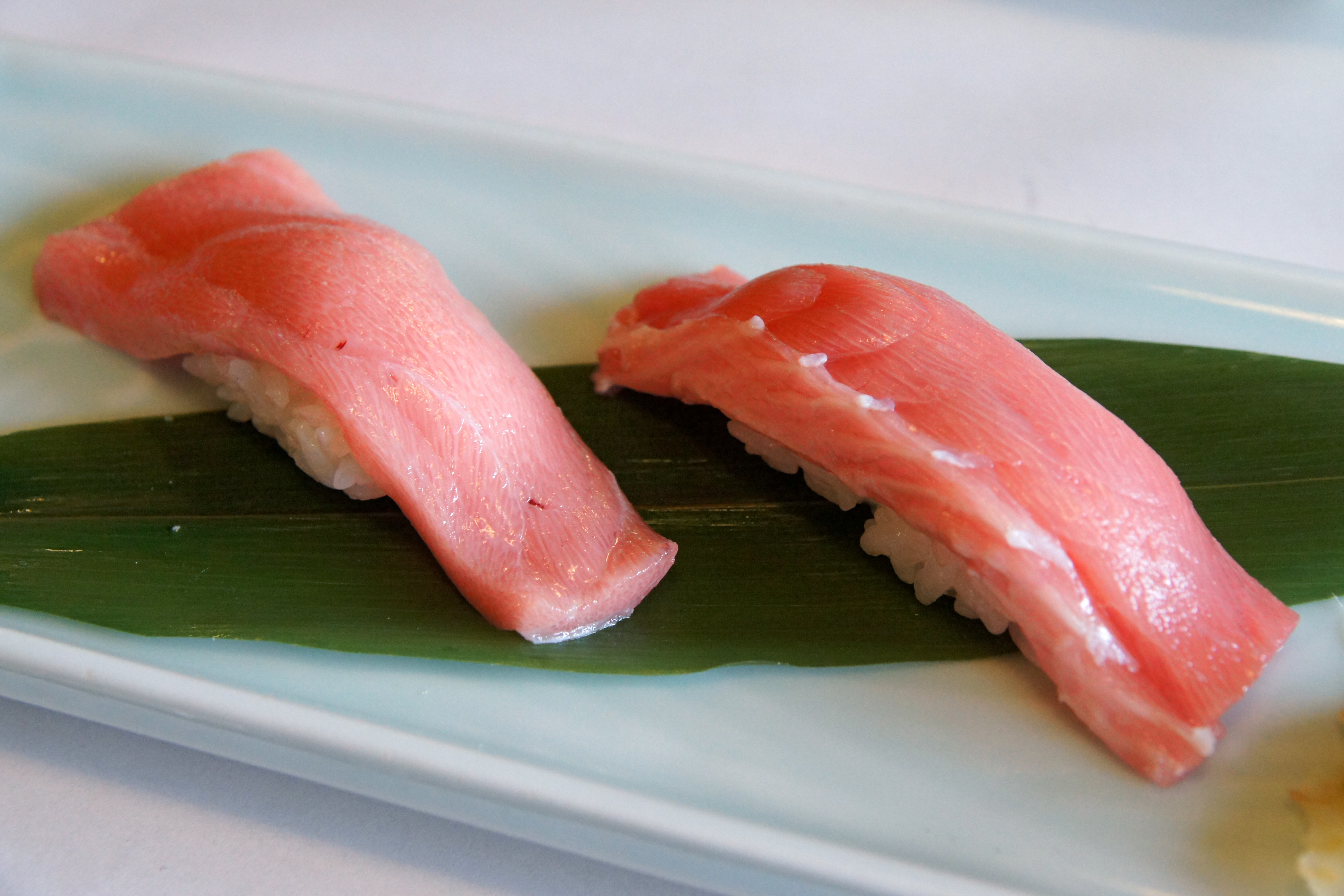
سوشي تورو دهني متوسط

يسمى الجزء الدهني "أوتورو"، والجزء الأقل دهنية يسمى "شوتورو". تسمى الأجزاء الأخرى "اللحم الاحمر" أو ببساطة "تونة"، ويختلف لحم التونة، بشكل عام، بمحتوى الدهون فيكون أعلى في لحم البطن منه في لحم الظهر، وفي اللحم الأمامي منه في لحم الظهر، وفي اللحم السطحي أكثر من اللحم الداخلي. بشكل عام، يشير "أوتورو" إلى الجزء الأمامي من البطن، ويشير "تشو-تورو" إلى الجزء الخلفي من البطن. في الوقت الحاضر ، أتاحت الزراعة المائية لسمك التونة إنتاج انواع تحتوي على "لحم دهني في كل مكان".